# Vasile Procopișin
Vasile Procopișin (n. 20 noiembrie 1934, Șaptebani, Rîșcani, Regatul României – d. 25 aprilie 2008, Bărcănești, Prahova, România) a fost un farmacist moldovean, care a fost ales ca membru corespondent al Academiei de Științe a Moldovei.